# Trichorhina australiensis
Trichorhina australiensis är en kräftdjursart som beskrevs av Wahrberg 1922A. Trichorhina australiensis ingår i släktet Trichorhina och familjen myrbogråsuggor. Inga underarter finns listade i Catalogue of Life.